# Cotton Ground
Cotton Ground – miasto w Saint Kitts i Nevis, na zachodnim wybrzeżu wyspy Nevis; 390 mieszkańców (2006). Stolica parafii Saint Thomas Lowland.